# Tischtennis-Bundesliga 1978/79
Die Bundesliga 1978/79 war bei den Männern die 13. und bei den Frauen die 4. Spielzeit der höchsten deutschen Spielklasse im Tischtennis. Meister wurden Borussia Düsseldorf und der TSV Kronshagen.

## Männer

### Saison
Es nahmen zehn Mannschaften teil, neu waren der SVM Essen und der TSV Selk, die für den TTC Herbornseelbach und die FTG Frankfurt aufgestiegen waren. Meister wurde Borussia Düsseldorf. Der SVM Essen und der TSV Selk stiegen ab und wurden durch den TSV Milbertshofen und den TTC Heusenstamm ersetzt.
Bester Spieler im oberen Paarkreuz war Desmond Douglas aus Düsseldorf.

### Abschlusstabelle
| Pl.     | Mannschaft                | Bgn. | Spiele  | +/-  | Punkte |
| ------- | ------------------------- | ---- | ------- | ---- | ------ |
| 1       | Borussia Düsseldorf (M,P) | 18   | 161:47  | +114 | 35:1   |
| 2       | TTC Jülich                | 18   | 149:87  | +62  | 28:8   |
| 3       | TTC Altena                | 18   | 136:93  | +43  | 25:11  |
| 4       | SSV Reutlingen 05         | 18   | 143:98  | +45  | 24:12  |
| 5       | TTC Calw                  | 18   | 121:109 | +12  | 19:17  |
| 6       | Eintracht Frankfurt       | 18   | 121:119 | +2   | 18:18  |
| 7       | TTC Grünweiß Bad Hamm     | 18   | 117:132 | −15  | 16:20  |
| 8       | TTC Mörfelden             | 18   | 91:137  | −46  | 9:27   |
| 9       | SVM Essen (N)             | 18   | 55:151  | −96  | 5:31   |
| 10      | TSV Selk (N)              | 18   | 40:161  | −121 | 1:35   |
| Quelle: |                           |      |         |      |        |

| Zum Saisonende 1978/79: |                                                |
|                         | Meister: Borussia Düsseldorf                   |
|                         | Abstieg: SVM Essen, TSV Selk                   |
| Zum Saisonende 1977/78: |                                                |
| (M)                     | Meister der Vorsaison: Borussia Düsseldorf     |
| (P)                     | Pokalsieger der Vorsaison: Borussia Düsseldorf |
| (N)                     | Aufsteiger der Vorsaison: SVM Essen, TSV Selk  |

## Frauen

### Saison
Es nahmen zehn Mannschaften teil, neu waren der TSV Nord Harrislee und der TTC Olympia Koblenz, die für den Kieler TTK Grün-Weiß und den SSV Hagen aufgestiegen waren. Meister wurde der TSV Kronshagen. Die DJK Schwäbisch Gmünd und der TTC Olympia Koblenz stiegen ab und wurden durch den TTV Rinteln und den SSV Hagen ersetzt.
Zur nächsten Saison waren auch der TSV Nord Harrislee und der Post SV Düsseldorf nicht mehr in der Bundesliga vertreten. Das Team von Darmstadt 98, welches in den Qualifikationsspielen zum Aufstieg hinter dem TTV Rinteln und dem SSV Hagen landete, stieg auf. Die Liga wurde dadurch auf neun Mannschaften verkleinert.
Beste Spielerin war Ursula Kamizuru aus Kaiserberg.

### Abschlusstabelle
| Pl.     | Mannschaft              | Bgn. | Spiele  | +/-  | Punkte |
| ------- | ----------------------- | ---- | ------- | ---- | ------ |
| 1       | TSV Kronshagen          | 18   | 151:73  | +78  | 31:5   |
| 2       | DSC Kaiserberg (M, P)   | 18   | 150:86  | +64  | 28:8   |
| 3       | Weiß-Rot-Weiß Kleve     | 18   | 147:93  | +54  | 27:9   |
| 4       | TSV Nord Harrislee (N)  | 18   | 149:88  | +61  | 26:10  |
| 5       | VSC Donauwörth          | 18   | 135:107 | +28  | 21:15  |
| 6       | Post SV Düsseldorf      | 18   | 127:110 | +17  | 21:15  |
| 7       | FTG Frankfurt           | 18   | 89:143  | −54  | 8:28   |
| 8       | Gießener SV             | 18   | 77:151  | −74  | 8:28   |
| 9       | DJK Schwäbisch Gmünd    | 18   | 78:150  | −72  | 6:30   |
| 10      | TTC Olympia Koblenz (N) | 18   | 53:155  | −102 | 4:32   |
| Quelle: |                         |      |         |      |        |

| Zum Saisonende 1978/79: |                                                                                            |
|                         | Meister: TSV Kronshagen                                                                    |
|                         | Abstieg: TSV Nord Harrislee, Post SV Düsseldorf, DJK Schwäbisch Gmünd, TTC Olympia Koblenz |
| Zum Saisonende 1977/78: |                                                                                            |
| (M)                     | Meister der Vorsaison: DSC Kaiserberg                                                      |
| (P)                     | Pokalsieger der Vorsaison: DSC Kaiserberg                                                  |
| (N)                     | Aufsteiger der Vorsaison: TSV Nord Harrislee, TTC Olympia Koblenz                          |